# Prise de Tlemcen (1389)
Pour les articles homonymes, voir Prise de Tlemcen.
La prise de Tlemcen de 1389 oppose les forces mérinides menées par le prince Abou Faris, aux armées zianides d'Abou Hammou Moussa II. Elle entraine la capture de la ville par les Mérinides pour la septième fois de l'histoire. Le Royaume zianide devient vassal des Mérinides, et Abû Tâshfîn II accède au trône. 

## Déroulement
Battu à deux reprises par son père Abou Hammou II, Abû Tâshfîn II se réfugie à Fès. Il y obtient la protection du sultan mérinide Aboul Abbas et sa promesse de le soutenir contre son père, à condition de ce déclarer vassal de ce dernier. 
À l'été 1389, Aboul Abbas décide de fournir des troupes au prince zianide pour reprendre le pouvoir. Une armée mérinide sous le commandement du prince Abou Faris et du vizir Mohammed ben Allal, se met en marche. Les deux armées se rencontrent, et l'armée zianide est mise en déroute devant Tlemcen. Abou Hammou II est tué dans les combats, et sa tête plantée en haut d'une pique est présentée à son fils Abû Tâshfîn II. Son autre fils Omaïr est capturé, puis succombe dans d'atroces souffrances. 
Les Mérinides font leur entrée à Tlemcen en novembre 1389, et Abû Tâshfîn II est intronisé au trône du Royaume zianide. Il y règne désormais en tant que vassal des Mérinides, et les khutba des mosquées de Tlemcen sont désormais faites au nom du sultan Aboul Abbas. Abû Tâshfîn II s'engage ainsi à payer un tribut chaque année aux Mérinides, en gage de vassalité, jusqu'en 1393. Un conflit l'oppose alors au sultan de Fès Aboul Abbas, qui décide de lancer une armée pour le détrôner, mais Abû Tâshfîn II meurt quelque temps après, avant l'arrivée de l'expédition punitive.

## Sources

### Sources bibliographiques
1. ↑  Hamet 1923, p. 215
2. 1 2  Hamet 1923, p. 216
3. 1 2 3  al-Nasiri 1934, p. 441
4. 1 2  Encyclopédie berbère 2008, p. 89
5. ↑  Dhina 1984, p. 78
6. ↑  Documents pour servir à l'étude du Nord Ouest africain 1894, p. 10
7. ↑  Hamet 1923, p. 217

#### Francophone
- Ahmed ben Khâled Ennâsiri Esslâoui. (trad. de l'arabe par Ismaël Hamet), Kitâb Elistiqsâ li-Akhbâri doual Elmâgrib Elaqsâ [« Le livre de la recherche approfondie des événements des dynasties de l'extrême Magrib »], vol. XXXIII : Les Mérinides, Paris, Librairie Honoré Champion, coll. « Archives marocaines », 1934 (lire en ligne)
- Ismaël Hamet, Histoire du Maghreb : cours professé à l'Institut des hautes études marocaines, E. Leroux (Paris), 1923, 501 p. (lire en ligne)
- Maximilien Antoine Cyprien Henri Poisson de La Martinière, Napoléon Lacroix, Documents pour servir à l'étude du Nord Ouest africain, Gouvernement général de l'Algérie, Service des affaires indigènes, 1894, 1143 p. (lire en ligne)
- Atallah Dhina, Les états de l'Occident musulman aux XIIIe, XIVe et XVe siècles, Éditeur :Office des Publications Universitaires, 1984, 595 p.
- Encyclopédie berbère : Volume 1, EDISUD, 2008